# Петер Оувенс
Петер Антоній Оувенс (нід. Peter Antonie Ouwens; 14 лютого 1849, Амстердам — 5 березня 1922, Буйтензорг) — нідерландський зоолог, директор Зоологічного музею і Ботанічного саду Яви. Відомий тим, що зробив перший офіційний опис комодського дракона (Varanus komodoensis) в 1912 році.

## Біографія
Оувенс був дитиною Пітера Антоніса Оувенса, бухгалтера з Амстердаму, та Кароліни Рейньєри Нагельс. З 1867 року навчався у Королівській військовій академії в Бреді. У 1871 році він став лейтенантом піхоти в Нідерландській Ост-Індії, а до 1883 року отримав звання капітана. У січні 1879 року він одружився з Йоганною Восмаєр в Банда-Ачеху. Вони розлучились через місяць після народження їхньої єдиної дитини в 1882 році в Салатізі, а Оувенс одружився з Жанною Діккерс у грудні 1883 року в Пурворехо. У 1902 році він втретє одружився з Анною Джозефіною Сосман.
Врешті-решт він став куратором зоологічного музею в Буйтензорзі (нині Богор). Тут він отримав фотографію та шкуру комодського дракона від лейтенанта Жака Карела Анрі ван Штейна ван Генсбрука,. Оувенс відправив колектора до Комодо, який повернувся на Яву з двома дорослими та молодим екземпляром. Оувенс назвав вид Varanus komodoensis у публікації 1912 року. Оувенс став офіцером Ордена Оранж-Нассау. Помер у Буйтензорзі в 1922 році
Інші види тварин, описані Оувенсом — гірський аноа (Bubalus quarlesi) та білочерева черепаха (Elseya branderhorsti). У період між 1907 і 1916 роками він опублікував шість статей про рептилій, включаючи списки змій у 1908 році та черепах у 1914 році. У 1912 році він довів, що плащоносна ящірка (Chlamydosaurus kingii), яка раніше була відома лише з материкової Австралії, трапляється також у Новій Гвінеї.